# Thomas Horn (Schauspieler)
Thomas Horn (* 14. Dezember 1997 in San Francisco, Kalifornien) ist ein US-amerikanischer Filmschauspieler. 
Horn wurde 2011 durch seine Hauptrolle als Oskar Schell im Film Extrem laut & unglaublich nah bekannt, wo er neben Tom Hanks und Sandra Bullock spielte.

## Leben
2010 gewann Horn beim Fernsehspiel Jeopardy! in der „Kids Week“ 31.800 Dollar. Der Filmproduzent Scott Rudin war dabei von Horn so beeindruckt, dass er ihm anbot, für die Rolle des Oskar Schell vorzusprechen, die er dann bekam. 2012 wurde Horn für seine Darstellung in Extrem laut & unglaublich nah mit dem PC Award für den besten Kinderdarsteller ausgezeichnet. 2013 spielte Horn in dem Film Space Warriors den Jimmy Hawkins.
Thomas Horn spricht fließend Kroatisch (seine Mutter ist Kroatin), ein wenig Spanisch und lernte zwei Jahre Mandarin.

## Filmografie
- 2011: Extrem laut & unglaublich nah (Extremely Loud & Incredibly Close)
- 2013: Space Warriors – Das verrückte Weltraumcamp (Space Warriors)